# Michiko Nagai
Pour les articles homonymes, voir Nagai (homonymie).
Michiko Nagai (永井路子, Nagai Michiko), née le 31 mars 1925 à Hongō (Tokyo) et mort le 27 janvier 2023 à Chūō (Tokyo), est une écrivain japonaise de romans historiques.

## Biographie

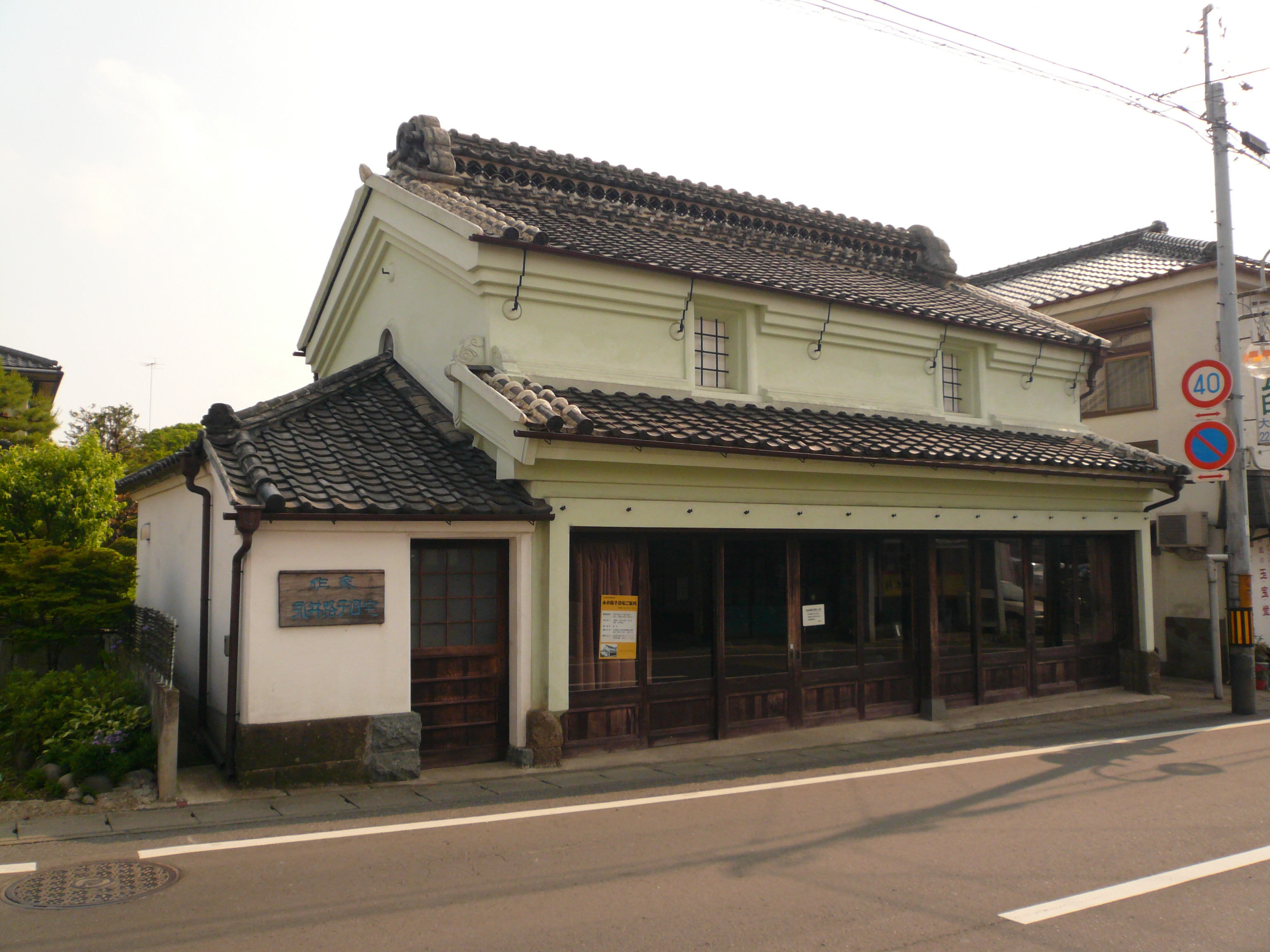
Une ancienne maison de Michiko Nagai
(Koga dans la préfecture d'Ibaraki.

Née à Tokyo, au Japon, Michiko Nagai est diplômée en littérature japonaise de l'université chrétienne pour femmes de Tokyo, en 1944. Elle a également étudié l'histoire de l'économie à l'université de Tokyo de 1947 à 1948. Après son mariage avec Nobuo Kuroita, fils de l'historien Kuroita Katsumi, elle travaille en tant qu'éditrice pour la maison d'édition Shogakukan, mais commence de son côté à écrire ses propres histoires dans des contextes historiques.
En 1952, elle soumet son premier ouvrage, Sanjoin ki (« Histoire de Dame Sanjo ») au Sunday Mainichi, où il obtient la deuxième place dans l'édition commémorative du 30e anniversaire de cette publication. Cela l'encourage à poursuivre une carrière littéraire à plein temps. Elle remporte le prestigieux prix Naoki en 1964, le 21e prix de culture féminine en 1981, le 32e prix Kikuchi en 1984 et le prix Eiji Yoshikawa de littérature en 1987. 
Elle est connue pour ses romans historiques dans lesquels elle réévalue le rôle des femmes dans l'histoire du Japon. Elle est saluée pour son habileté à combiner l'exactitude historique et à traduire les émotions de ses personnages en termes modernes. Dans Masako, elle contredit la représentation populaire de Hojo Masako (1157–1225), l'épouse jalouse et avide de pouvoir de Minamoto no Yoritomo en lui attribuant une personnalité plus humaine et plus sympathique. Son roman sert de base pour une dramatique télévisée diffusée pendant un an sur le réseau de télévision national NHK en 1979. 
De la même façon, dans Gin no yakata (« Demeure en argent », 1980), elle réhabilite l'image de Hino Tomiko (1440–1496), épouse de l'inefficace shogun Ashikaga Yoshimasa. Historiquement méprisée comme « femme diabolique et cupide » qui a entraîné le pays dans la guerre, Nagai la représente comme une femme sauveur du gouvernement et habile en finance et en politique.
Cependant, son écriture ne se limite pas au rôle des femmes. En 1997, la NHK diffuse pendant une année un taiga drama en cinquante épisodes, Mōri Motonari, consacré à la vie du daimyo de la période Sengoku, basé sur le livre éponyme de Nagai.